# Tat'jana Ivanova
Tat'jana Ivanovna Ivanova (in russo Татьяна Ивановна Иванова?; traslitterazione anglosassone Tatyana Ivanovna Ivanova; Čusovoj, 16 febbraio 1991) è una slittinista russa, medaglia di bronzo olimpica nel singolo a Pechino 2022, nonché d'argento nella gara a squadre a Soči 2014 e campionessa mondiale nella stessa disciplina a Winterberg 2019.

## Biografia
Ha iniziato a gareggiare per la nazionale russa nelle varie categorie giovanili nella specialità del singolo, ottenendo una medaglia di bronzo ai campionati mondiali juniores di Nagano 2009 nella gara a squadre.

### Coppa del Mondo

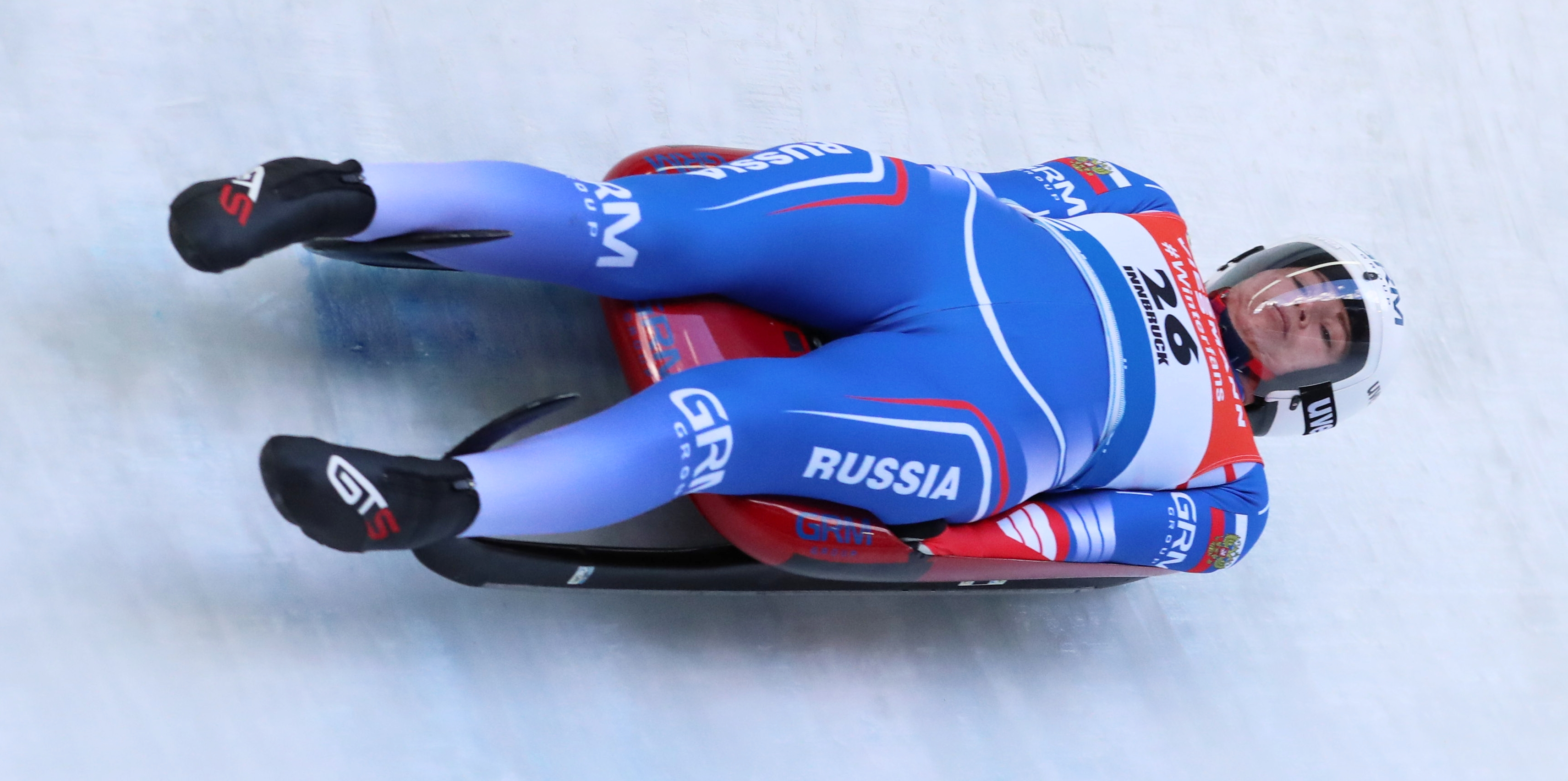
Tat'jana Ivanova in gara a Innsbruck nel 2018

A livello assoluto ha esordito in Coppa del Mondo nella stagione 2008/09, ha conquistato il primo podio il 16 gennaio 2011 nella gara a squadre ad Oberhof (2ª) e la prima vittoria il 20 febbraio 2011 sempre nella competizione a squadre a Sigulda. Conseguì la prima affermazione nel singolo il 25 febbraio 2012 a Paramonovo e nel singolo sprint il 25 gennaio 2017 a Sigulda. In classifica generale come miglior risultato si è piazzata al secondo posto nella specialità individuale nel 2015/16 e nel 2019/20.
Con la sua tredicesima vittoria nel singolo, il 10 gennaio 2021 Tat'jana Ivanova ha raggiunto l'italiana Gerda Weissensteiner in testa alla graduatoria delle atlete non tedesche con il maggior numero di successi nella storia del massimo circuito internazionale (non considerando la specialità del singolo sprint).

### Giochi Olimpici

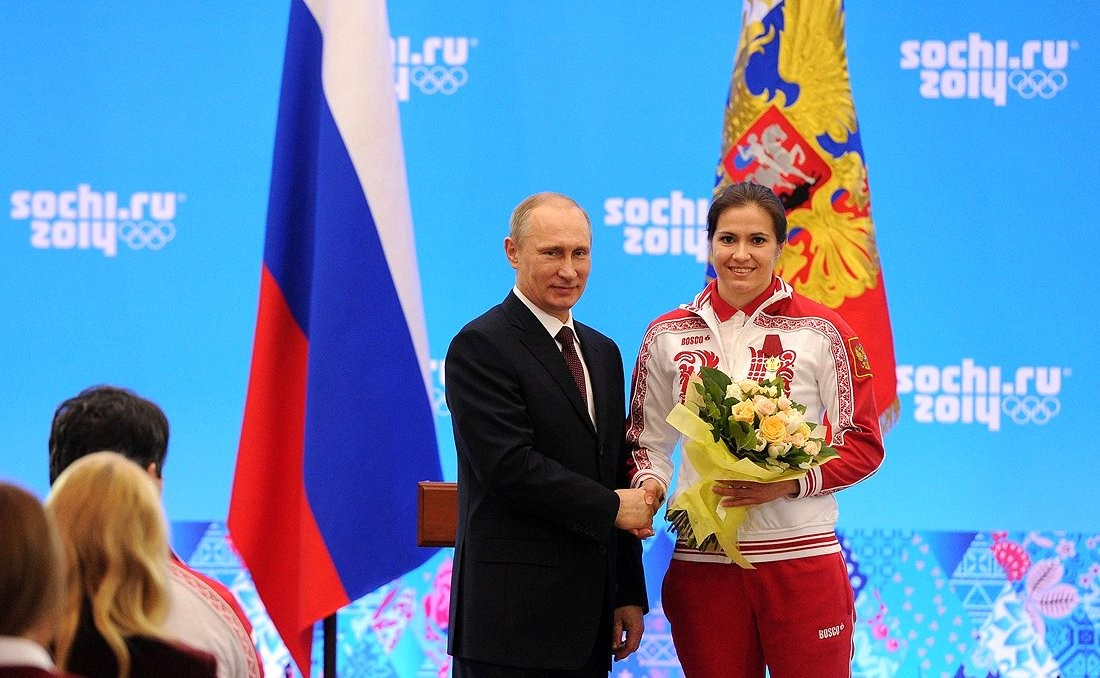
La Ivanova a Soči il 24 febbraio 2014 mentre viene premiata dal presidente russo Vladimir Putin con la medaglia dell'ordine al merito per la Patria

Ha partecipato a tre edizioni dei Giochi olimpici invernali: a Vancouver 2010 è giunta al quarto posto nel singolo, a Soči 2014 ha concluso in settima posizione la prova individuale ed ha conquistato la medaglia d'argento nella gara a squadre. Il 22 dicembre 2017 la commissione disciplinare del Comitato Olimpico Internazionale ha preso atto delle violazioni alle normative antidoping compiute dalla Ivanova in occasione delle Olimpiadi di Soči, annullando conseguentemente i risultati ottenuti, obbligandola a restituire la medaglia ricevuta e proibendole di partecipare a qualunque titolo a future edizioni dei Giochi olimpici. Successivamente il 1º febbraio 2018 il Tribunale Arbitrale dello Sport ha accolto il ricorso presentato dall'atleta russa revocando così tutte le sanzioni comminatele dal CIO e restituendole quindi la medaglia conquistata, ad eccezione della possibilità di partecipare nelle successive Olimpiadi di Pyeongchang 2018; ripresentatasi ai Giochi di Pechino 2022 ha conquistato la medaglia di bronzo nel singolo.

### Campionati mondiali ed europei

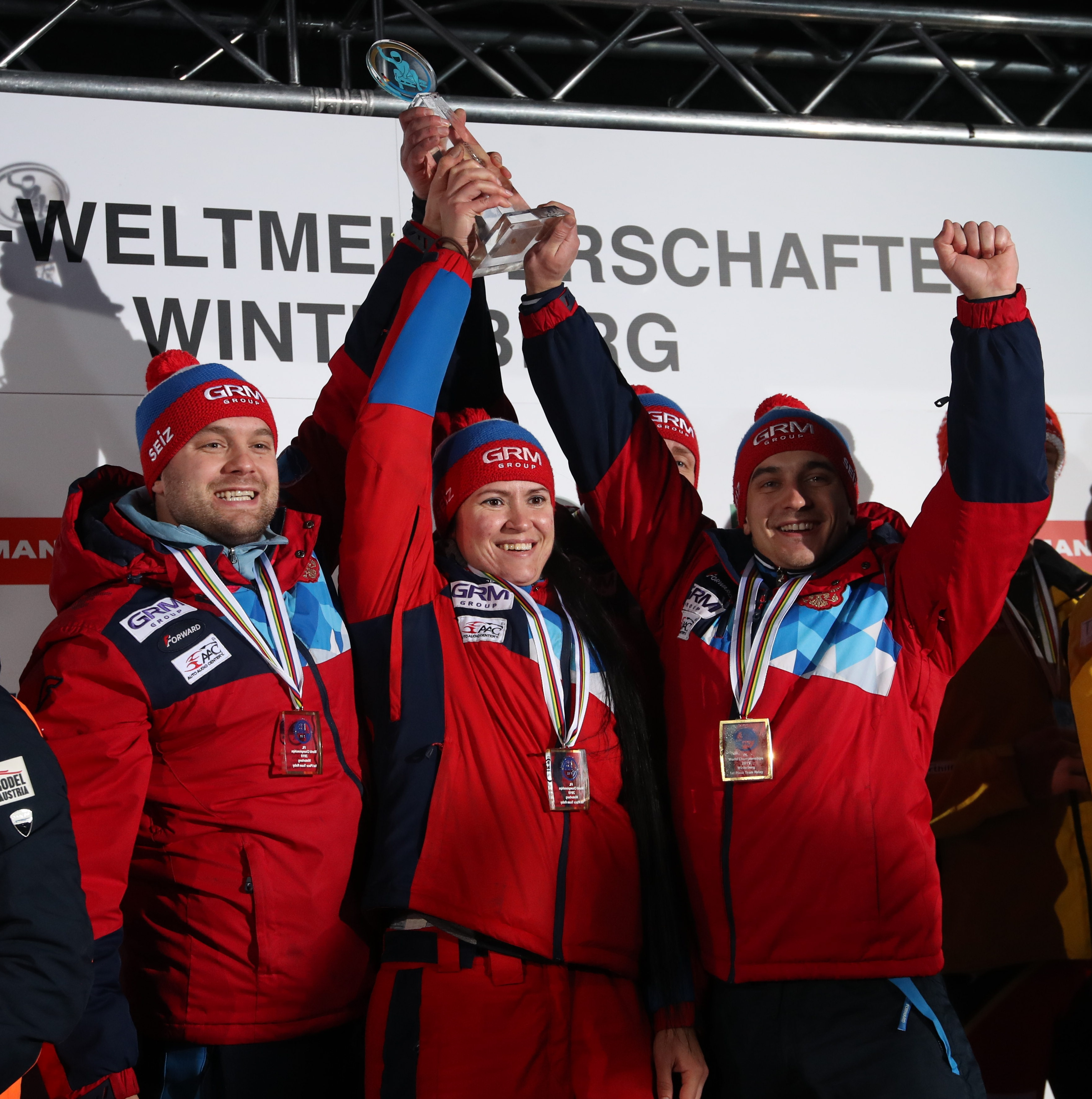
La Ivanova (al centro) con al collo la medaglia d'oro mondiale vinta nella staffetta a Winterberg 2019

Ha preso parte altresì a nove edizioni dei campionati mondiali conquistando un totale di otto medaglie, delle quali una d'oro. Nel dettaglio i suoi risultati nelle prove iridate sono stati, nel singolo: undicesima a Cesana Torinese 2011, medaglia d'argento ad Altenberg 2012, quindicesima a Whistler 2013, medaglia d'argento a Sigulda 2015, medaglia di bronzo a Schönau am Königssee 2016, undicesima a Igls 2017, quarta a Winterberg 2019, quinta a Soči 2020 e quinta a Schönau am Königssee 2021; nel singolo sprint: settima a Schönau am Königssee 2016, sesta a Igls 2017, settima a Winterberg 2019 e medaglia d'argento a Soči 2020 e sesta a Schönau am Königssee 2021; nelle prove a squadre: medaglia d'argento ad Altenberg 2012, medaglia d'argento a Sigulda 2015, quarta a Schönau am Königssee 2016, medaglia di bronzo a Igls 2017, medaglia d'oro a Winterberg 2019 e gara non conclusa a Soči 2020 e sesta a Schönau am Königssee 2021. Nell'edizione di Altenberg 2012 ha conseguito inoltre la medaglia d'oro nel singolo nella speciale classifica riservata alle atlete under 23.
Nelle rassegne continentali vanta un totale di quindici medaglie delle quali nove nel singolo: cinque d'oro conquistate a Sigulda 2010, a Paramonovo 2012, a Sigulda 2018, a Lillehammer 2020 e a Sigulda 2021, due d'argento a Sigulda 2014 e a Schönau am Königssee 2017 e due di bronzo a Soči 2015 e ad Altenberg 2016, nonché tre medaglie d'oro, una d'argento e due di bronzo nelle gare a squadre ottenute rispettivamente a Paramonovo 2012, a Sigulda 2018, a Sigulda 2021, a Soči 2015, a Oberhof 2013 e ad Altenberg 2016.

## Palmarès

### Olimpiadi
- 2 medaglie:
  - 1 argento (gara a squadre a Soči 2014);
  - 1 bronzo (singolo a Pechino 2022).

### Mondiali
- 8 medaglie:
  - 1 oro (gara a squadre a Winterberg 2019);
  - 5 argenti (singolo, gara a squadre ad Altenberg 2012; singolo, gara a squadre a Sigulda 2015; singolo sprint a Soči 2020);
  - 2 bronzi (singolo a Schönau am Königssee 2016; gara a squadre a Igls 2017).

### Europei
- 16 medaglie:
  - 8 ori (singolo a Sigulda 2010; singolo, gara a squadre a Paramonovo 2012; singolo, gara a squadre a Sigulda 2018; singolo a Lillehammer 2020; singolo, gara a squadre a Sigulda 2021);
  - 3 argenti (singolo a Sigulda 2014; gara a squadre a Soči 2015; singolo a Schönau am Königssee 2017);
  - 5 bronzi (gara a squadre ad Oberhof 2013; singolo a Soči 2015; singolo, gara a squadre ad Altenberg 2016; gara a squadre a Sankt Moritz 2022).

### Mondiali under 23
- 1 medaglia:
  - 1 oro (singolo ad Altenberg 2012).

### Mondiali juniores
- 1 medaglia:
  - 1 bronzo (gara a squadre a Nagano 2009).

### Coppa del Mondo
- Miglior piazzamento in classifica generale nel singolo: 2ª nel 2015/16 e nel 2019/20.
- 62 podi (28 nel singolo, 6 nel singolo sprint, 28 nelle gare a squadre):
  - 26 vittorie (13 nel singolo, 4 nel singolo sprint, 9 nelle gare a squadre);
  - 16 secondi posti (7 nel singolo, 9 nelle gare a squadre);
  - 20 terzi posti (8 nel singolo, 2 nel singolo sprint e 10 nelle gare a squadre).

#### Coppa del Mondo - vittorie
| Data             | Luogo       | Paese         | Disciplina                                                                  |
| ---------------- | ----------- | ------------- | --------------------------------------------------------------------------- |
| 20 febbraio 2011 | Sigulda     | Lettonia      | Gara a squadre con Al'bert Demčenko, Vladislav Južakov e Vladimir Machnutin |
| 25 febbraio 2012 | Paramonovo  | Russia        | Singolo                                                                     |
| 15 dicembre 2012 | Sigulda     | Lettonia      | Singolo                                                                     |
| 19 gennaio 2014  | Altenberg   | Germania      | Gara a squadre con Al'bert Demčenko, Vladislav Južakov e Vladimir Machnutin |
| 31 gennaio 2015  | Lillehammer | Norvegia      | Singolo                                                                     |
| 9 gennaio 2016   | Sigulda     | Lettonia      | Singolo                                                                     |
| 6 febbraio 2016  | Soči        | Russia        | Singolo                                                                     |
| 7 febbraio 2016  | Soči        | Russia        | Gara a squadre con Semën Pavličenko, Andrej Bogdanov e Andrej Medvedev      |
| 15 gennaio 2017  | Sigulda     | Lettonia      | Singolo sprint                                                              |
| 15 gennaio 2017  | Sigulda     | Lettonia      | Gara a squadre con Semën Pavličenko, Vladislav Južakov e Jurij Prochorov    |
| 18 febbraio 2017 | Pyeongchang | Corea del Sud | Singolo                                                                     |
| 27 gennaio 2018  | Sigulda     | Lettonia      | Singolo                                                                     |
| 28 gennaio 2018  | Sigulda     | Lettonia      | Singolo sprint                                                              |
| 28 gennaio 2018  | Sigulda     | Lettonia      | Gara a squadre con Semën Pavličenko, Aleksandr Denis'ev e Vladislav Antonov |
| 1º dicembre 2018 | Whistler    | Canada        | Gara a squadre con Semën Pavličenko, Vsevolod Kaškin e Konstantin Koršunov  |
| 13 gennaio 2019  | Sigulda     | Lettonia      | Singolo                                                                     |
| 23 novembre 2019 | Innsbruck   | Austria       | Singolo                                                                     |
| 13 dicembre 2019 | Whistler    | Canada        | Singolo                                                                     |
| 14 dicembre 2019 | Whistler    | Canada        | Singolo sprint                                                              |
| 12 gennaio 2020  | Altenberg   | Germania      | Gara a squadre con Semën Pavličenko, Aleksandr Denis'ev e Vladislav Antonov |
| 18 gennaio 2020  | Lillehammer | Norvegia      | Singolo                                                                     |
| 23 febbraio 2020 | Winterberg  | Germania      | Gara a squadre con Semën Pavličenko, Aleksandr Denis'ev e Vladislav Antonov |
| 5 dicembre 2020  | Altenberg   | Germania      | Singolo                                                                     |
| 10 gennaio 2021  | Sigulda     | Lettonia      | Singolo                                                                     |
| 10 gennaio 2021  | Sigulda     | Lettonia      | Gara a squadre con Semën Pavličenko, Vsevolod Kaškin e Konstantin Koršunov  |
| 9 gennaio 2022   | Sigulda     | Lettonia      | Singolo sprint                                                              |

### Coppa del Mondo giovani
- Miglior piazzamento in classifica generale nel singolo: 3ª nel 2006/07.